# Akademia Sztuk Pięknych im. Jana Matejki w Krakowie

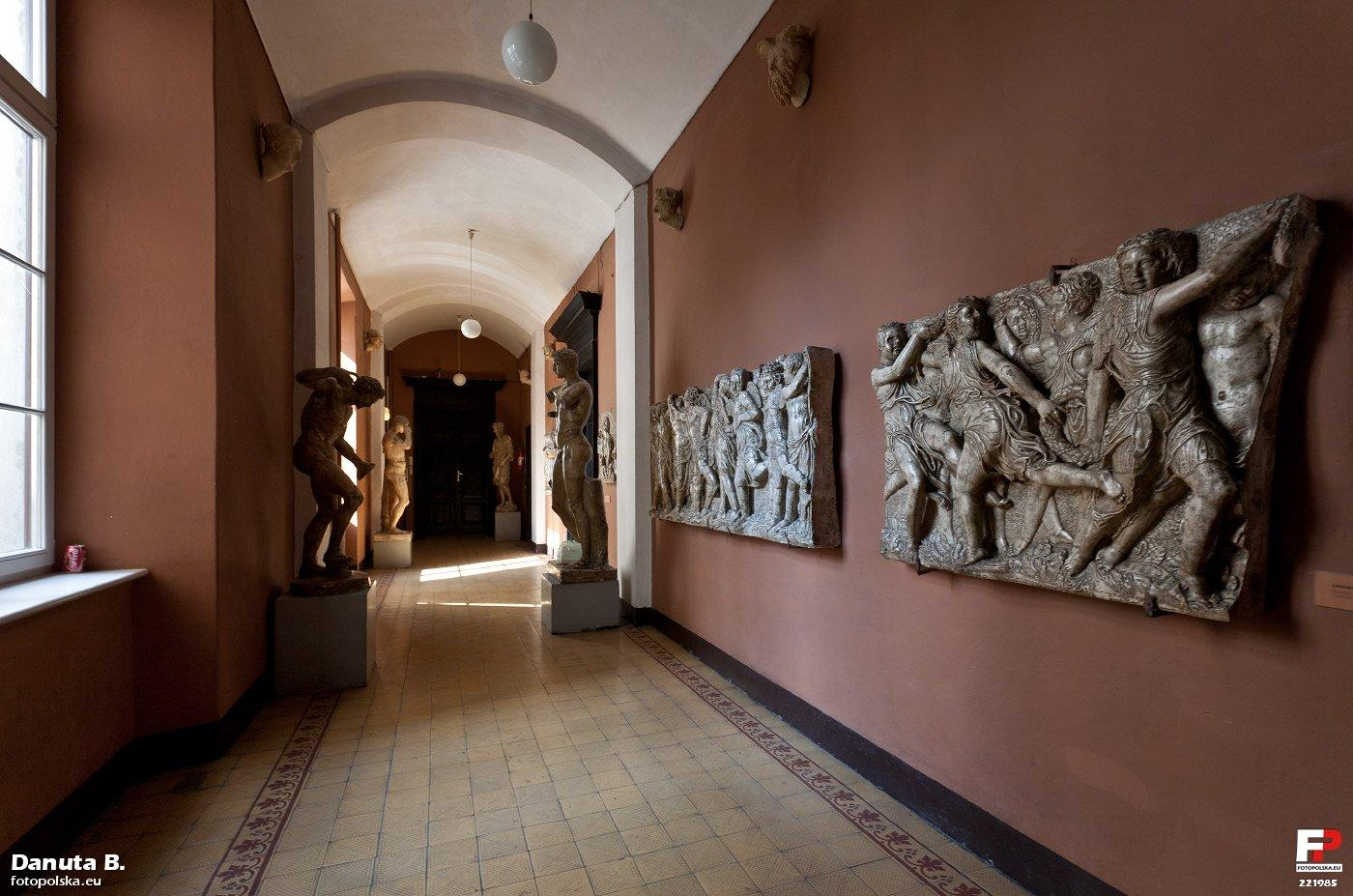
Korytarz w gmachu głównym, I piętro.

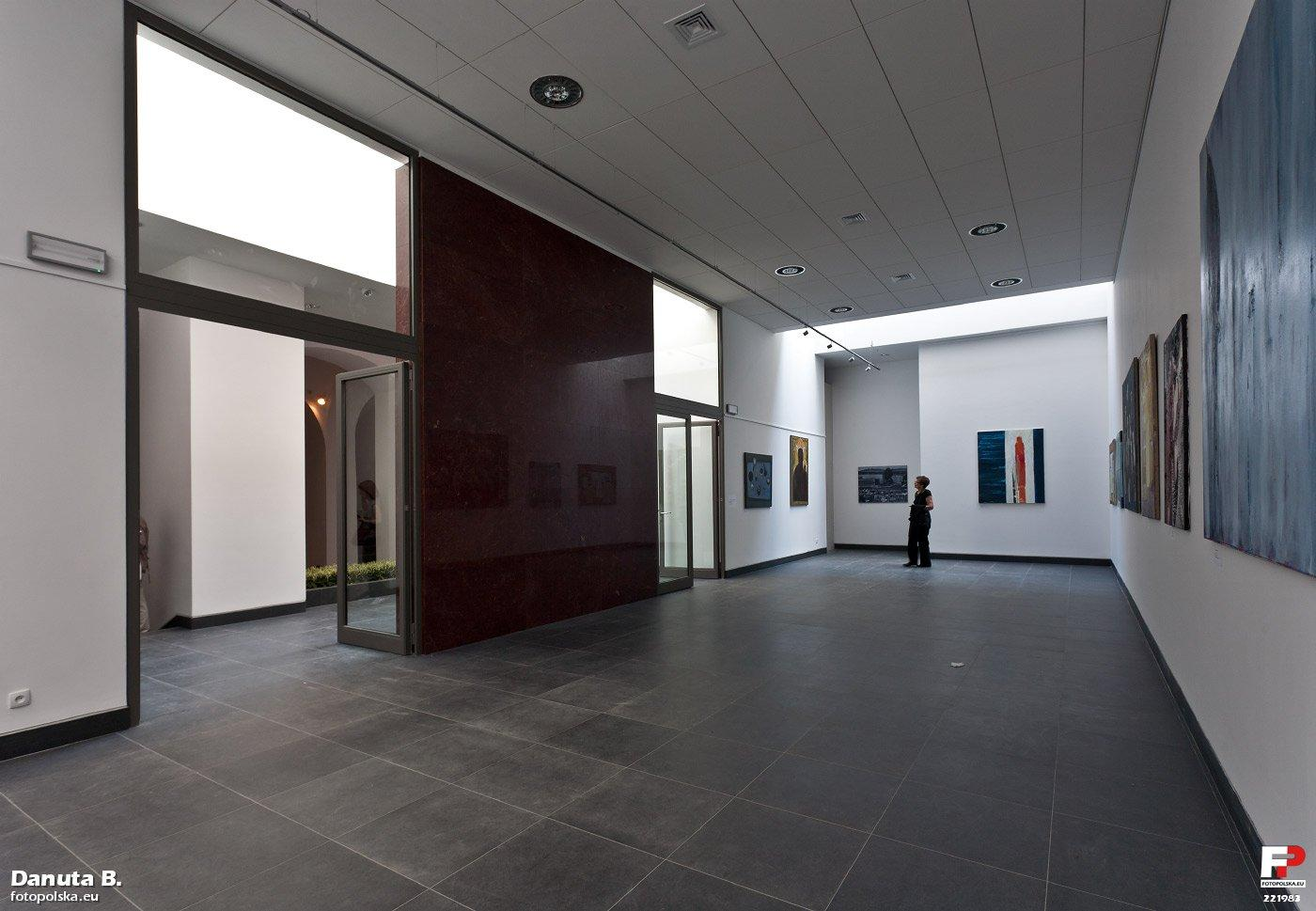
Galeria, 2011 r.

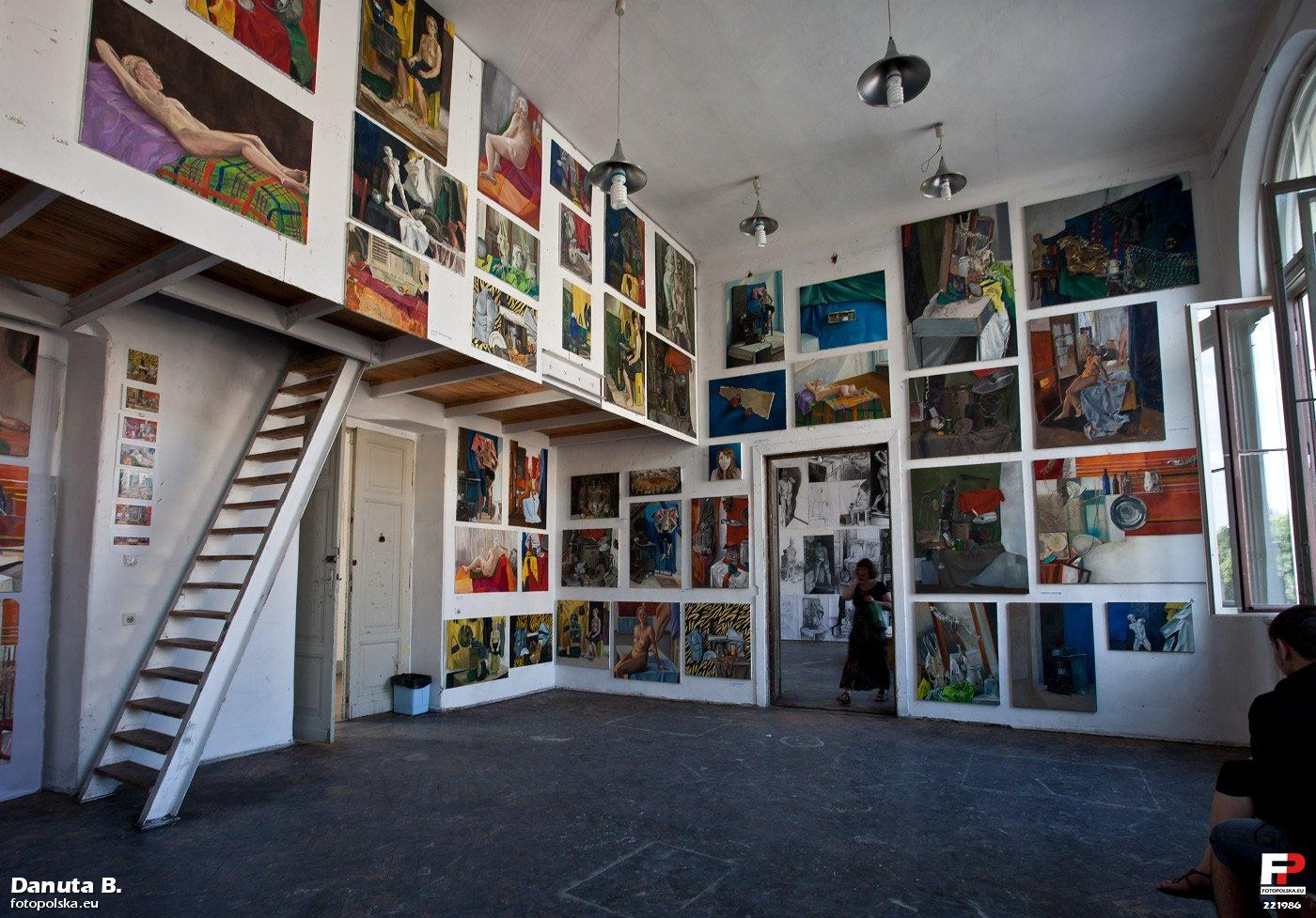
Wystawa końcoworoczna na Wydziale Malarstwa, 2011 r.

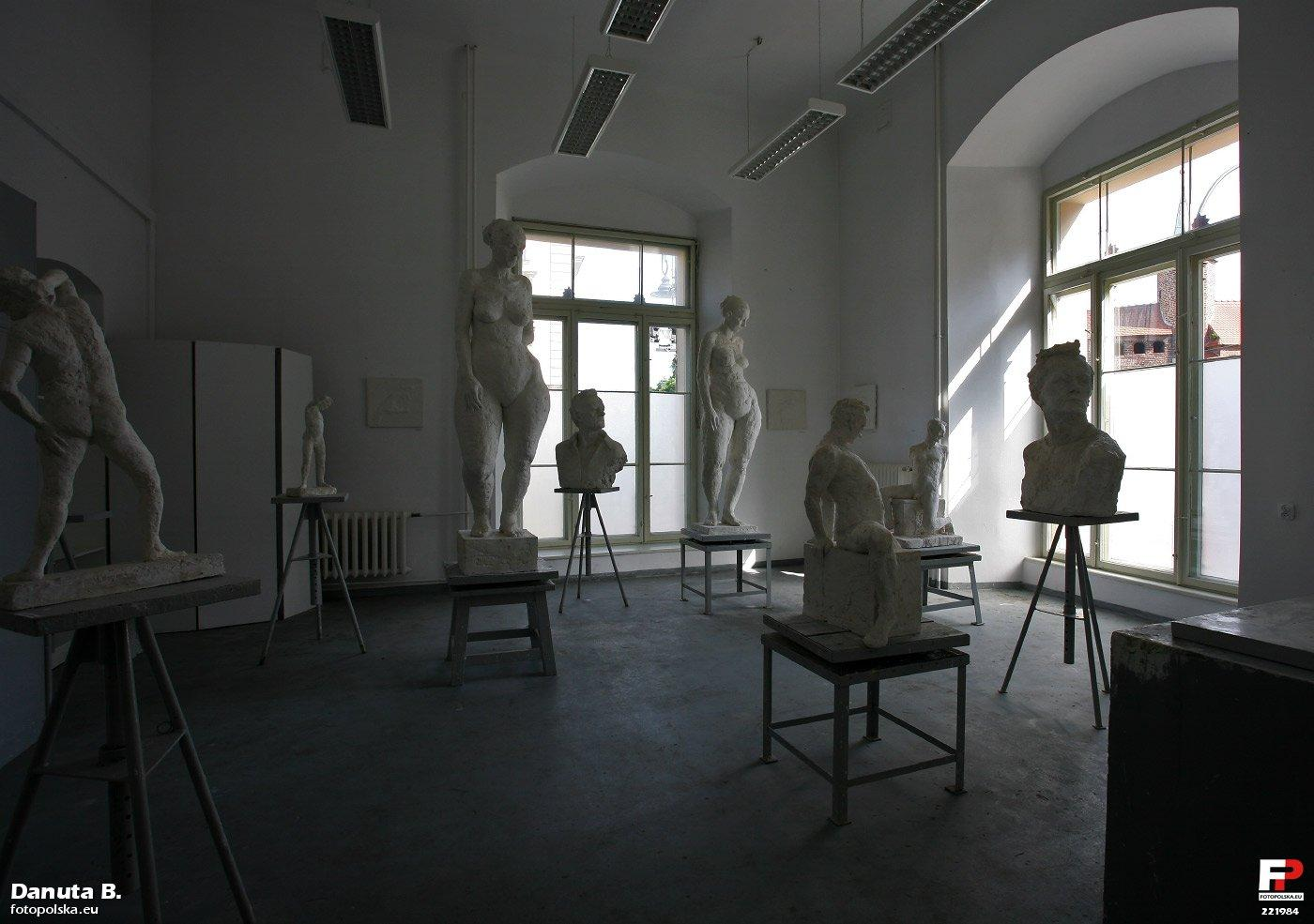
Wystawa końcoworoczna na Wydziale Rzeźby, 2011 r.

Logo akademii zaprojektowane przez Władysława Plutę.

Akademia Sztuk Pięknych im. Jana Matejki w Krakowie (ASP) – najstarsza polska uczelnia artystyczna. Rozpoczęła działalność w 1818 roku na mocy statutu Uniwersytetu Jagiellońskiego, choć pierwsze próby utworzenia ASP w oparciu o UJ (ówcześnie Akademię Krakowską) sięgają 1745 roku, a Józef Brodowski i Józef Peszka, pierwsi profesorowie ASP, zostali profesorami rysunku i malarstwa UJ już w 1816 roku. Nazwa „Akademia Sztuk Pięknych” używana była w odniesieniu do uczelni od chwili powołania jej do istnienia.
W 1833 roku, w wyniku represji po upadku powstania listopadowego, Akademia Sztuk Pięknych w Krakowie została odłączona od Uniwersytetu Jagiellońskiego i utraciła swój akademicki charakter. Przez kolejne czterdzieści lat jako Szkoła Rysunku i Malarstwa funkcjonowała jako część Instytutu Technicznego.
W 1873 roku Szkoła Rysunku i Malarstwa, wyodrębniona z Instytutu Technicznego, stała się samodzielną Szkołą Sztuk Pięknych. Stanowisko dyrektora objął Jan Matejko, który kierował SSP przez dwadzieścia lat. Zainicjował budowę gmachu Akademii przy dzisiejszym placu Jana Matejki w Krakowie.
W 1895 roku dyrektorem Szkoły Sztuk Pięknych został Julian Fałat. Dzięki jego staraniom szkoła w 1900 roku otrzymała status uczelni wyższej, powracając do nazwy Akademia Sztuk Pięknych. Fałat powołał na profesorów ASP wybitnych artystów Młodej Polski. W 1905 roku został pierwszym rektorem ASP. W czasie I wojny Austriacy przejęli większość gmachu ASP na cele wojskowe, ale samej uczelni nie zamknęli.
Okres międzywojenny, na początku którego ASP obchodziła stulecie swej działalności, otworzył nowy rozdział w historii Akademii, która utrwaliła swój wizerunek czołowej polskiej uczelni plastycznej i instytucji kulturotwórczej o ogólnopolskim zasięgu. W 1919 roku prawo studiowania w krakowskiej ASP przyznano kobietom. Studenci i absolwenci ASP tworzyli grupy artystyczne, wytyczające sztuce drogi dalszego rozwoju (formiści, kapiści, Grupa Krakowska).
W 1945 roku Akademia została reaktywowana po zamknięciu przez okupacyjne władze niemieckie. W 1950 roku z połączenia ASP z Państwową Wyższą Szkołą Sztuk Plastycznych powstała Akademia Sztuk Plastycznych o nowej strukturze wielowydziałowej obejmującej sztuki wizualne, sztuki projektowe oraz konserwację dzieł sztuki, a także poszerzeniem bazy lokalowej uczelni. W 1957 roku powrócono do nazwy Akademia Sztuk Pięknych, a w 1979 roku nadano uczelni imię Jana Matejki.
Aktualnie kształcenie w Akademii odbywa się na siedmiu wydziałach: Wydziale Malarstwa, Wydziale Rzeźby, Wydziale Grafiki, Wydziale Architektury Wnętrz, Wydziale Form Przemysłowych, Wydziale Konserwacji i Restauracji Dzieł Sztuki oraz Wydziale Intermediów.
Symbolem dalszego rozwoju uczelni, pamiętającej o tradycji i projektującej programy na przyszłość, stał się od 2021 roku Open Eyes Art Festival.

## Historia

### Starania o utworzenie Akademii Sztuk Pięknych (1745–1818)
Pierwsze próby utworzenia w Krakowie szkoły artystycznej kształcącej malarzy sięgają 1745 roku, kiedy to rektor Akademii Krakowskiej Kazimierz Pałaszowski wyraził zgodę na podjęcie studiów przez malarzy skupionych do tej pory w Kongregacji Malarskiej, pozostającej pod opieką rady miejskiej. Dwa lata później piętnastu członków cechu malarskiego rozpoczęło studia w Akademii Krakowskiej. Nowe ustalenia zatwierdził król August III. Inicjatywa ta była pierwszą w Polsce próbą odejścia środowiska malarskiego od tradycji cechowych i stworzenia nowoczesnego szkolnictwa artystycznego, gwarantującego podniesienie poziomu zawodowego i intelektualnego malarzy, a także ich pozycji w społeczeństwie.
Kolejny rozdział w historii starań o założenie w Krakowie Akademii Sztuk Pięknych wiąże się z nazwiskiem Hugo Kołłątaja, który jako wizytator Komisji Edukacji Narodowej przystąpił w 1777 roku do reformowania Akademii Krakowskiej. Artystą, który miał doprowadzić do realizacji jego zamierzeń w zakresie sztuk pięknych, był Dominik Österreicher. W 1782 roku został on profesorem rysunku i malarstwa Akademii Krakowskiej. Pracownia prowadzona przez Dominika Österreichera nie stała się jednak zaczątkiem Akademii Sztuk Pięknych. W grudniu 1794 roku Kołłątaj, który w czasie powstania kościuszkowskiego zasłynął ze swych radykalnych poglądów, został aresztowany przez Austriaków. W roku następnym z pracy w Akademii Krakowskiej zwolniono Dominika Österreichera. Trzeci rozbiór Polski spowodował odłożenie wszelkich twórczych działań na nieokreśloną przyszłość.
W 1815 roku, na mocy postanowień kongresu wiedeńskiego, utworzone zostało miniaturowe państwo o nazwie Wolne, Niepodległe i Ściśle Neutralne Miasto Kraków i Jego Okręg (zwane także Rzecząpospolitą Krakowską). Szereg podjętych działań modernizacyjnych nie ominął także Akademii Krakowskiej, gdzie powrócono do koncepcji kształcenia w zakresie sztuk pięknych: w 1816 roku dwaj malarze krakowscy, Józef Brodowski i Józef Peszka, zostali profesorami rysunku i malarstwa.

### Akademia Sztuk Pięknych przy Uniwersytecie Jagiellońskim (1818–1833)
W styczniu 1816 roku Józef Brodowski i Józef Peszka niezależnie od siebie przedstawili Komisji Organizacyjnej Wolnego Miasta Krakowa dwa projekty założenia Akademii Sztuk Pięknych. Komitet Akademicki, ustalający zasady funkcjonowania uniwersytetu, odniósł się pozytywnie do tych wniosków. 16 października 1818 roku w życie wszedł nowy statut Uniwersytetu Jagiellońskiego (nową nazwę wprowadzono oficjalnie we wstępie statutu). W artykule siedemnastym rozdziału pierwszego zapisano:
Dla rozszerzenia nauk sztuk pięknych, dołączona została do Uniwersytetu Akademia tychże sztuk.
Akademia Sztuk Pięknych w Krakowie została utworzona jako instytut w ramach Oddziału Literatury Wydziału Filozoficznego Uniwersytetu Jagiellońskiego. W statucie UJ z 1818 roku poświęcono Akademii pięć artykułów pierwszego rozdziału zatytułowanego O Osobach i Instytutach Uniwersytetu. Najważniejszymi „osobami” w Akademii Sztuk Pięknych byli pomysłodawcy jej założenia: Józef Brodowski i Józef Peszka. Potwierdzono ich pozycję profesorów rysunku i malarstwa. Ich kierownictwu miał podlegać trzeci profesor odpowiedzialny za nauczanie rzeźby. Stanowisko to objął Józef Riedlinger.
Józef Brodowski, Józef Peszka i Józef Riedlinger przez pierwsze pięć lat istnienia Akademii Sztuk Pięknych w Krakowie stanowili jej grono pedagogiczne. Do pierwszej zmiany doszło w 1822 roku, po śmierci Józefa Riedlingera. W 1823 roku katedrę rzeźby objął wychowanek wiedeńskiej Akademii Sztuk Pięknych, Józef Schmelzer.
W 1826 roku, zgodnie z reskryptem kuratora instytutów naukowych Wolnego Miasta Krakowa Józefa Załuskiego, Akademia Sztuk Pięknych została wyłączona z Oddziału Literatury Wydziału Filozoficznego i podporządkowana bezpośrednio rektorowi Uniwersytetu Jagiellońskiego. W wyniku tej zmiany ASP postawiona została na równi z pozostałymi wydziałami UJ.
Od 1831 roku na czele ASP stał jeden z jej profesorów, który jako dyrektor uzyskał kompetencje dziekana wydziału (godność tę sprawował najpierw Józef Peszka, a następnie Józef Brodowski). W 1831 roku profesorami Akademii zostali: Wojciech Korneli Stattler, Jan Nepomucen Głowacki i Jan Nepomucen Bizański. Pierwszy nauczał malarstwa i rysunku, drugi objął kurs krajobrazu, a trzeci wykładał perspektywę i anatomię. W 1831 roku, na polecenie rektora Alojzego Estreichera, Wojciech Korneli Stattler zredagował Projekt do urządzenia Akademii Sztuk Pięknych w Krakowie. Napisany z rozmachem program wprowadzał nowe elementy nauczania, a głównym jego założeniem było odejście od kopiowania i oparcie kształcenia na studium natury.
Program ten nie doczekał się realizacji. W chwili jego sformułowania trwało już powstanie listopadowe, w którym liczny udział wzięli studenci i profesorowie ASP. Profesor rzeźby Józef Schmelzer zginął w 1831 roku w czasie wojny Królestwa Polskiego z Rosją. Po upadku powstania listopadowego od początku na poły fikcyjna niepodległość Wolnego Miasta Krakowa została tym bardziej ograniczona. Na liczne instytucje Rzeczypospolitej Krakowskiej spadły dotkliwe represje podyktowane przez „mocarstwa opiekuńcze”, czyli Rosję, Austrię i Prusy. W 1833 roku Akademia Sztuk Pięknych została odłączona od Uniwersytetu Jagiellońskiego.

### Szkoła Rysunku i Malarstwa (1833–1873)
1 września 1833 roku ukazał się reskrypt komisji reorganizacyjnej, na mocy którego Akademia Sztuk Pięknych w Krakowie została przyłączona do Instytutu Technicznego jako Szkoła Rysunku i Malarstwa. Szkoła straciła swój akademicki charakter, stając się szkołą zawodową. Ciągłość istnienia uczelni została jednak zachowana. Profesorem, który górował swą osobowością nad pozostałymi pedagogami Szkoły Rysunku i Malarstwa, był Wojciech Korneli Stattler, wykształcony w Rzymie przyjaciel Adama Mickiewicza i Juliusza Słowackiego. Nowoczesne metody nauczania stosował także kierujący katedrą krajobrazu Aleksander Płonczyński, wychodzący często wraz ze swymi studentami w plener. W ofercie szkoły znalazła się też grafika, której jako pierwszy nauczał Józef Dębski. W 1839 roku konkurs na stanowisko profesora rzeźby wygrał Karol Ceptowski, co oznaczało odrodzenie nauczania w tym zakresie po sześciu latach przerwy.
W 1846 roku, po stłumieniu przez wojska austriackie podjętej w Krakowie próby wywołania kolejnego powstania narodowego (próby nazwanej przez historyków rewolucją krakowską), Wolne Miasto Kraków zostało włączone do Austrii. Tym samym Szkoła Rysunku i Malarstwa zmieniła przynależność państwową. Jurysdykcję nad nią objęło Ministerstwo Oświaty w Wiedniu.
Po przejściu Wojciecha Kornelego Stattlera na emeryturę w 1857 roku pierwszoplanową postacią w szkole został Władysław Łuszczkiewicz. Będąc jednym z prekursorów badań nad polską historią sztuki, organizował dla swych studentów wycieczki artystyczno-naukowe. Obserwacja natury i żywego modela stała się obowiązującą metodą nauczania, którą stosował też Henryk Kossowski, od 1847 roku profesor rzeźby.
Osobowości Wojciecha Kornelego Stattlera i Władysława Łuszczkiewicza ukształtowały oblicze Szkoły Rysunku i Malarstwa. Wychowankiem właśnie tych dwóch pedagogów był Jan Matejko, który w szkole kształcił się w latach 1851–1858.

### Szkoła Sztuk Pięknych (1873–1900)
W 1873 roku Szkoła Rysunku i Malarstwa została odłączona od Instytutu Technicznego. Uzyskała niezależność jako Szkoła Sztuk Pięknych. Uwolnienie od powiązań z innymi instytucjami edukacyjnymi, dla których kształcenie artystyczne było zagadnieniem marginalnym, zapoczątkowało jej samodzielny, stały i dynamiczny rozwój. Istotne znaczenie dla działalności krakowskiej szkoły plastycznej miały także swobody polityczne związane z okresem autonomii galicyjskiej. Tylko w atmosferze przyzwolenia władz na działalność patriotyczną na czele Szkoły Sztuk Pięknych mógł stanąć Jan Matejko, malarz cieszący się międzynarodową renomą i uznaniem polskiego społeczeństwa jako kreator plastycznej wizji narodowych dziejów.
Awans Szkoły Sztuk Pięknych znalazł swoje odzwierciedlenie również w topografii Krakowa. W latach 1878–1879 przy Rynku Kleparskim według projektu Macieja Moraczewskiego wzniesiony został nowy gmach Szkoły Sztuk Pięknych.
W Szkole Sztuk Pięknych funkcjonowały cztery oddziały: rysunkowy, malarski, kompozycyjny i rzeźby. Oddział kompozycyjny, zwany także oddziałem malarstwa historycznego (potocznie „majsterszulą”), był mistrzowską pracownią Jana Matejki. Uczniami Matejki byli tacy artyści, jak Leon Wyczółkowski, Jacek Malczewski, Julian Fałat, Józef Mehoffer czy Stanisław Wyspiański.
Jan Matejko zmarł w 1893 roku. Do objęcia funkcji dyrektora aspirowali tacy artyści, jak Józef Brandt, Władysław Czachórski, Henryk Siemiradzki, Piotr Stachiewicz i Henryk Rodakowski. W czasie negocjacji, w latach 1893–1895, obowiązki dyrektora pełnił Władysław Łuszczkiewicz. Ostatecznie w 1895 roku dyrektorski urząd objął Julian Fałat.

### Akademia Sztuk Pięknych na początku XX wieku (1900–1914)
Julian Fałat za priorytet swoich działań uważał podniesienie Szkoły Sztuk Pięknych do rangi Akademii. Jego starania zostały uwieńczone powodzeniem. 24 lutego 1900 roku decyzją cesarz Franciszka Józefa szkoła została przekształcona w Akademię Sztuk Pięknych, a uroczystego otwarcia odnowionej uczelni dokonano 5 grudnia 1900 roku w gmachu przy placu Matejki. Akademia Sztuk Pięknych w Krakowie wróciła do nazwy, pod jaką rozpoczynała swą działalność, teraz jednak funkcjonując jako samodzielna uczelnia. Od 1900 roku Julian Fałat nosił tytuł dyrektora Akademii Sztuk Pięknych. Dopiero w 1905 roku został pierwszym rektorem w dziejach ASP. Piastował tę godność do 1909 roku.
Fałat zatrudnił profesorów otwartych na nowe prądy w sztuce europejskiej: Jacka Malczewskiego, Leona Wyczółkowskiego, Stanisława Wyspiańskiego, Józefa Mehoffera, Teodora Axentowicza, Jana Stanisławskiego, Wojciecha Weissa, Józefa Pankiewicza i Konstantego Laszczkę. Młodopolscy moderniści kierowali uwagę studentów w stronę nowych prądów w sztuce: impresjonizmu, symbolizmu i secesji.
Wzrastająca liczba studentów przy braku poszerzenia bazy lokalowej Akademii powodowała przepełnienie gmachu. Oczekiwano także otwarcia nowych kierunków kształcenia (w 1906 roku nauczaniem grafiki zajął się Józef Pankiewicz, zwlekano jednak z decyzją o otwarciu katedry architektury). Postulowano także umożliwienie podjęcia studiów kobietom. Wszystkie te okoliczności skłoniły studentów do zorganizowania w listopadzie 1909 roku strajku, w wyniku którego Julian Fałat podał się do dymisji.
W roku akademickim 1909/1910 obowiązki rektora pełnił Leon Wyczółkowski. Ustalono nowe zasady wyboru rektora, zgodnie z którymi o obsadzie najwyższego urzędu w ASP decydować mieli sami profesorowie uczelni, wybierając rektora ze swego grona na okres jednego roku akademickiego (nie ograniczając zarazem liczby kadencji). Pierwszym rektorem pochodzącym z wyborów został Teodor Axentowicz, sprawujący swe stanowisko w roku akademickim 1910/1911. Na czele Akademii zawsze stawali artyści, których znaczenia dla rozwoju polskiej sztuki nie sposób przecenić.

### ASP w okresie I wojny światowej (1914–1918)
W okresie I wojny światowej Austriacy przejęli większość gmachu ASP dla celów wojskowych, ale samej uczelni nie zamknęli. Przez cztery wojenne lata rektorem Akademii był Józef Mehoffer, którego talentom organizacyjnym w dużej mierze zawdzięczać należy funkcjonowanie Akademii w tym czasie. Prawie stu wykładowców i studentów ASP wstąpiło w szeregi Legionów Polskich (m.in. Leon Chwistek i Mariusz Zaruski). Dwaj byli rektorzy, Julian Fałat i Leon Wyczółkowski, towarzyszyli legionistom w charakterze korespondentów wojennych, utrwalając frontowe życie na obrazach i grafikach. Na froncie przebywał też przyszły rektor ASP, Adolf Szyszko-Bohusz. W 1916 roku Józef Piłsudski bywał częstym gościem w gmachu przy placu Matejki, gdzie pozował Konstantemu Laszczce do popiersia. Studenci wystosowali wtedy uroczysty list (zwany „adresem”) do komendanta, który wkrótce miał stać się Naczelnikiem Państwa w odrodzonej Rzeczypospolitej.

### ASP w okresie międzywojennym (1918–1939)
W 1918 roku Akademia Sztuk Pięknych w Krakowie obchodziła stulecie swego istnienia. W niespokojnych czasach nie udało się zorganizować uroczystych obchodów, tym niemniej odzyskanie niepodległości przez Polskę w rocznicę powstania uczelni miało swe symboliczne znaczenie. Warto dodać, że pierwszym premierem II Rzeczypospolitej został Jędrzej Moraczewski, syn Macieja, architekta gmachu Akademii Sztuk Pięknych w Krakowie. Godność pierwszego rektora ASP w odrodzonej Polsce objął Wojciech Weiss.
Wraz z początkiem roku akademickiego 1919/1920 prawo studiowania w krakowskiej Akademii Sztuk Pięknych uzyskały kobiety. Było to ukoronowanie długiego procesu, sięgającego czasów Juliana Fałata. Najwytrwalszą bojowniczką o umożliwienia kobietom studiów w ASP była Maria Dulębianka. Julian Fałat wyszedł naprzeciw jej postulatom i podjął wstępną decyzję dotyczącą utworzenia wydziału dla kobiet. Kierownictwo tym wydziałem zaproponował w 1896 roku Oldze Boznańskiej, która jednakże stanowczo odmówiła. Ponieważ dyrektor Szkoły Sztuk Pięknych nie brał pod uwagę innej kandydatury – wydział nigdy nie powstał. Istotną przyczyną rezygnacji z powstania wydziału dla kobiet były trudności lokalowe uczelni. Mimo to z czasem dano profesorom wolną rękę odnośnie przyjęcia konkretnej kandydatki. Pierwszą kobietą, która podjęła studia w ASP, została Zofia Baltarowicz-Dzielińska. W 1917 roku rozpoczęła naukę rzeźby u Konstantego Laszczki w charakterze hospitantki bez formalnego wpisu na listę studiujących. Dwa lata później, już w wolnej Polsce, adeptki sztuk pięknych na ASP zostały pełnoprawnymi studentkami, uczestniczącymi we wszelkich zajęciach we wspólnych pracowniach razem z mężczyznami. Zorganizowany w 2019 roku Kok Kobiet z ASP stał się okazją do przypomnienia tych wydarzeń.
W 1919 roku rektorem Akademii został Józef Gałęzowski, kierownik utworzonego w ramach ASP krótko przed wybuchem I wojny światowej kursu architektury. W 1922 roku urząd rektora objął Adolf Szyszko-Bohusz, jeden z najwybitniejszych polskich architektów i konserwatorów budowli zabytkowych. Okres obejmujący rektorskie rządy Gałęzowskiego i Szyszko-Bohusza to zamykająca się w latach 1919–1929 „dekada architektów”. To czas intensywnego rozwoju uczelni. Dobudowano wtedy trzecie piętro gmachu Akademii przy pl. Matejki. Na mocy statutu ASP z 1925 roku obok Wydziału Malarstwa i Rzeźby powstał Wydział Architektury, co otworzyło Akademię na sztuki projektowe, architekturę wnętrz i konserwację zabytków, stanowiąc pierwszą próbę równoległego kształcenia w zakresie dyscyplin plastycznych i projektowych na osobnych wydziałach. W 1929 roku Akademia powróciła do wcześniejszej struktury, nie uwzględniającej podziału na wydziały.
W okresie międzywojennym podjęto wiele przedsięwzięć, takich jak otwarcie Oddziału Paryskiego ASP, wydawanie miesięcznika „Sztuki Piękne”, urządzenie galerii portretów rektorów w rektoracie uczelni, wprowadzenie zwyczaju nadawania tytułu profesora honorowego czy nabycie Domu Plenerowego na Harendzie w Zakopanem. Profesorowie i studenci ASP brali udział w pracach przywracających świetność Zamkowi Królewskiemu na Wawelu (co umożliwił rektor i równocześnie architekt odpowiedzialny za odnowę Wawelu Adolf Szyszko-Bohusz).
Akademia Sztuk Pięknych w Krakowie była w okresie międzywojennym miejscem narodzin programów artystycznych, które unowocześniły polską sztukę, wskazując nowe kierunki jej rozwoju. Z pracowni profesora Józefa Pankiewicza wyszli kapiści (inicjatorzy Komitetu Paryskiego), którzy w malarstwie polskim zapoczątkowali nurt koloryzmu. Ze studentów ASP rekrutowali się twórcy ugrupowań awangardowych: formiści i członkowie Grupy Krakowskiej.

### ASP w czasie II wojny światowej (1939–1945)
ASP rozpoczęła w październiku 1939 roku kolejny rok akademicki, lecz już w grudniu tego roku niemieckie władze okupacyjne zamknęły Akademię. Od września 1940 roku w gmachu ASP funkcjonowała Staatliche Kunstgewerbeschule (Państwowa Szkoła Rzemiosła Artystycznego). Szkoła ta była organizacyjną kontynuacją powstałego w 1938 roku Państwowego Instytutu Sztuk Plastycznych, szkoły artystycznej o poziomie przewyższającym wymogi szkoły średniej. Po wprowadzeniu się Kunstgewerbeschule do gmachu zamkniętej ASP na jej czele stanął ostatni przedwojenny rektor Akademii Fryderyk Pautsch. Niemcy pokładali w nim nadzieję na gorliwą współpracę, gdyż podczas I wojny światowej był on oficerem armii austriackiej (gdzie pełnił funkcję malarza batalisty). Jednak Pautsch nie spełnił oczekiwań okupantów i w marcu 1941 roku zastąpił go rzeźbiarz, SA-Brigadeführer, Wilhelm Heerde. W Kunstgewerbeschule zatrudnienie znalazło wielu pedagogów dawnej ASP, m.in. Ignacy Pieńkowski, Józef Mehoffer, Stanisław Kamocki, Władysław Jarocki. Uczniami szkoły byli m.in. Jerzy Nowosielski, Janina Kraupe, Tadeusz Brzozowski, Adam Hoffmann, Jerzy Skarżyński, Jan Szancenbach, Mieczysław Porębski, Jerzy Panek, Franciszek Bunsch. Oficjalnie Kunstgewerbeschule miała status zawodowej szkoły średniej, lecz wykładowcy i słuchacze starali się kontynuować kształcenie na poziomie akademickim, w czym pomagał fakt, że dyrektor Heerde nie był gorliwym hitlerowcem. 31 marca 1943 roku szkoła została zamknięta. W gmachu ASP ulokowano niemiecką szkołę handlową, sierociniec dla niemieckich dzieci i koszary wojskowe.

### ASP w okresie PRL (1945–1989)
W styczniu 1945 roku uruchomiono sekretariat ASP. Zajęcia ze studentami trwały od marca do lipca 1945 roku, co zaliczono jako rok akademicki 1944/1945. Fryderyka Pautscha, który podjął przerwane wybuchem wojny obowiązki rektora, zgodnie z zarządzeniem nowych władz państwowych zastąpił Eugeniusz Eibisch (następni rektorzy od 1945 roku: spis rektorów ASP).
W pierwszych powojennych latach Akademia ponownie stała się miejscem narodzin ugrupowań artystycznych, wyznaczających drogi rozwoju nowej sztuce. Do Grupy Młodych Plastyków należeli tacy artyści, jak Tadeusz Kantor, Tadeusz Brzozowski, Jerzy Nowosielski, Jerzy Skarżyński, Adam Hoffmann i Janina Kraupe. W kierowanej przez Andrzeja Wróblewskiego Grupie Samokształceniowej znalazł się m.in. Andrzej Wajda. I Wystawa Sztuki Nowoczesnej, zorganizowana na przełomie 1948 i 1949 roku przez Klub Artystów (będący kontynuacją Grupy Młodych Plastyków), potwierdziła mocną pozycję sztuki nowoczesnej. W czasie konferencji w Nieborowie, w lutym 1949 roku, przeciwko wprowadzeniu socrealizmu najgłośniej protestowali trzej artyści związani z Akademią: Tadeusz Kantor, Maria Jarema i Jerzy Nowosielski. Z krakowskiego środowiska artystycznego wyszedł też najbardziej jednoznaczny sygnał kresu socrealizmu. Wystawa obrazów (zwana też Wystawą Dziewięciu) z 1955 roku, w której udział wzięli: Maria Jarema, Jadwiga Maziarska, Erna Rosenstein, Tadeusz Brzozowski, Tadeusz Kantor, Kazimierz Mikulski, Jerzy Nowosielski, Jerzy Skarżyński i Jonasz Stern, stanowiła manifest polskiej sztuki awangardowej.
W sierpniu 1950 roku Akademia Sztuk Pięknych została połączona z Państwową Wyższą Szkołą Sztuk Plastycznych w jedną uczelnię nazwaną Akademią Sztuk Plastycznych w Krakowie. Do Wydziału Malarstwa i Wydziału Rzeźby (utworzonych w 1949 roku) doszły: Wydział Grafiki, Wydział Architektury Wnętrz, Wydział Włókienniczy, Wydział Scenografii oraz Wydział Konserwacji. Dodanie nowych wydziałów zmieniło charakter uczelni, która obejmowała teraz dużo szersze spektrum kreacji artystycznej. Własnością ASP stał się budynek dawnej PWSSP przy ul. Humberta 3. W 1951 roku ASP w Krakowie przejęła także budynek przy ul. Smoleńsk 9 po dawnym Muzeum Techniczno-Przemysłowym. Na własność Akademii przeszła również biblioteka tego Muzeum – największa i najstarsza biblioteka artystyczna w Polsce. Podział uczelni na wydziały, uwzględniający sztuki projektowe oraz konserwację zabytków, nawiązywał do stanu z lat 20. XX w. z epoki „dekady architektów”. Tym razem wprowadzenie struktury wielowydziałowej przeprowadzone zostało z dużo większym rozmachem i z poszerzeniem bazy lokalowej krakowskiej uczelni artystycznej. Rozszerzona Akademia Sztuk Pięknych do swej historycznej nazwy powróciła w 1957 roku.
W 1952 roku krakowskiej Akademii Sztuk Plastycznych podporządkowano Wyższą Szkołę Sztuk Plastycznych w Katowicach, która odtąd funkcjonowała jako Filia ASP w Katowicach (do 2001 roku, kiedy powstała Akademią Sztuk Pięknych w Katowicach).
Wydziały utworzone w 1950 roku podlegały przemianom, doprowadzając z biegiem lat do zaprzestania kształcenia scenografii i włókiennictwa w ramach osobnych wydziałów. W 1964 roku powstał Wydział Form Przemysłowych.
W 1979 roku oficjalnie patronem Akademii Sztuk Pięknych w Krakowie został Jan Matejko.
Przemiany demokratyczne roku 1980 nie ominęły krakowskiej ASP. We wrześniu powstała na uczelni organizacja związkowa NSZZ „Solidarność”. Akademia wspierała postulaty zmierzające do nadania wyższym uczelniom samorządności i autonomii.

### ASP po 1989 roku
W III Rzeczypospolitej Akademia Sztuk Pięknych w Krakowie kontynuowała swą działalność uczelni wyższej oraz instytucji kulturotwórczej. W dalszym ciągu udoskonalano program studiów i poszerzano bazę lokalową, mierząc się z problemami ekonomicznymi początku lat 90. XX wieku. Akademia prowadziła działalność wystawienniczą, przyczyniając się do rozwoju i promocji tworzonej przez artystów z ASP sztuki, także poza granicami Polski.
W 1992 roku powrócono do zwyczaju przyznawania tytułu profesora honorowego Akademii, a nadanie w tym właśnie roku tytułu Józefowi Czapskiemu w symboliczny sposób ukazywało łączność współczesnej ASP z epoką II Rzeczypospolitej, gdy Czapski był studentem krakowskiej uczelni.
W 2011 roku powstał najmłodszy wydział ASP: Wydział Intermediów.
W latach 1996–2021 ukazywał się kwartalnik „Wiadomości ASP”, którego kontynuacją w zmienionej formie jest „Restart”, publikowany od 2021. W „Restarcie” zamieszczane są recenzje z wydarzeń artystycznych, eseje omawiające nowe idee w świecie sztuki i kultury, wywiady, felietony oraz dokumentacje najciekawszych wystaw. Od 2021 roku ukazuje się także czasopismo naukowo-artystyczne „Elementy. Sztuka i Dizajn”, przedstawiające problemy sztuki na wyższym poziomie refleksji. Wydawanie własnych pism utrwala obraz Akademii nie tylko jako uczelni wyższej, ale i jako opiniotwórczego środowiska artystycznego.
Wydarzeniem o doniosłym znaczeniu w najnowszej historii Akademii Sztuk Pięknych w Krakowie stał się jubileusz dwustulecia istnienia uczelni obchodzony w 2018 roku. Przypominając historię uczelni zwracano uwagę na jej stan aktualny, kreśląc ambitne projekty na przyszłość. Zorganizowano liczne wystawy, spotkania, konferencje i koncerty oraz wydano książki i albumy. Inauguracja roku akademickiego 2018/2019 odbyła się w Teatrze im. Juliusza Słowackiego 16 października 2018 roku, równo dwieście lat po wydaniu statutu Uniwersytetu Jagiellońskiego, na mocy którego Akademia została założona.
Promocja młodej sztuki w całej jej różnorodności stała się znakiem rozpoznawczym Open Eyes Art Festival, współtworzonego przez Akademię od 2021 roku. Festiwal traktować należy jako katalizator wydarzeń i imprez artystycznych, mających miejsce zarówno w gmachu Akademii, jak i poza jej murami. Szeroka oferta festiwalu spotykająca się z wielkim uznaniem ze strony publiczności i krytyków sztuki dowodzi, iż Akademia, świadoma swej tradycji, w dalszym ciągu ukazuje nowe wymiary twórczej wypowiedzi i reaguje na wyzwania współczesności, opisując ją za pośrednictwem uniwersalnego języka sztuki.

## Historia kobiet w Akademii Sztuk Pięknych w Krakowie

### Walka o prawa do studiowania
Akademia Sztuk Pięknych w Krakowie zdecydowała się na przyjęcie kobiet dopiero po 100 latach swojego istnienia. Jednak już w XIX wieku kobiety podejmowały wysiłki, aby zdobyć dostęp do edukacji artystycznej w Krakowie.

#### XIX wiek
W 1868 roku Adrian Baraniecki założył Wyższe Kursy dla Kobiet, które razem z Muzeum Techniczno-Przemysłowym znalazły swoją siedzibę w klasztorze oo. franciszkanów przy ul. Franciszkańskiej 4. Studentki mogły wybierać spośród trzech wydziałów: Historyczno-Literackim, Przyrodniczym i Sztuk Pięknych. W gronie pedagogów znaleźli się wybitni uczeni, w tym profesorowie Uniwersytetu Jagiellońskiego. Kierownikiem Wydziału Sztuk Pięknych, zwanego także Wydziałem Artystycznym, był najpierw Władysław Łuszczkiewicz (1868–1875), a potem Jan Matejko (1875–1893).
W latach 80. XIX wieku jedna z czołowych polskich emancypantek – Maria Dulębianka – zgłosiła się do pracowni Jana Matejki, wyrażając pragnienie nauki w szkole, która znajdowała się wówczas pod jego kierownictwem. Bezskutecznie apelowała także o dostęp kobiet do edukacji artystycznej w Krakowie.
Po upływie dziesięciu lat, gdy kierownictwo w Szkole przejął Julian Fałat, Maria Dulębianka ponownie wystąpiła z postulatem umożliwienia kobietom uczestnictwa w Szkołach Sztuk Pięknych. Nawoływała do utworzenia specjalnego wydziału dla kobiet, którym sama chciała kierować. Fałat prawdopodobnie nie był przeciwny tej idei, wspieranej przez liczne listy i petycję złożoną w 1896 roku. Jednak z powodu zajęcia problemem podniesienia rangi Szkoły Sztuk Pięknych do poziomu Akademii, nie poświęcił dostępowi kobiet należytej uwagi. Mimo że Julian Fałat nie ustanowił osobnego wydziału dla kobiet, jego objęcie stanowiska dyrektora Szkoły Sztuk Pięknych w Krakowie stanowiło przełomowy moment w historii walki kobiet o możliwość studiowania w tej najstarszej polskiej uczelni plastycznej.
W 1896 roku 10 uczennic Wyższych Kursów dla Kobiet im. A. Baranieckiego napisało petycję do Ministerstwa Wyznań i Oświaty, Koła Polskiego oraz Rady Państwa.
Grono profesorskie wyraziło zgodę na przyjęcie kobiet, widząc w tym korzyści dla studentów poprzez stworzenie zdrowej rywalizacji, która mobilizowałaby do postępów. Jednakże aby zrealizować ten postulat, konieczne było dostarczenie nowych sal specjalnie dla kobiet oraz zwiększenie liczby profesorów. Zaznaczyli, że w przypadku niemożności spełnienia tych warunków, ministerstwo mogłoby rozważyć przekształcenie kursów dla kobiet prowadzonych przez Baranieckiego. Na spotkaniu z uczennicami Julian Fałat osobiście obiecał wsparcie w realizacji ich postulatów.

#### XX wiek
Krótko po przekształceniu Szkoły w Akademię, w listopadzie 1900 roku, przyszło kolejne podanie do Ministerstwa Wyznań i Oświaty. Tym razem autorkami było osiem kobiet: Nina Bobieńska, Emilia de Laveaux Karcz, Wanda Nusbaum, Maria Czajkowska, Jadwiga Malinowska, Celina Wiśniewska, Cybulska i Maria Niedzielska. Kobiety złożyły prośbę o przyjęcie ich jako wolnych słuchaczek (hospitantek) do Akademii Sztuk Pięknych. Zgodnie z wymaganiami ministerstwa kobiety wniosły o wyznaczenie osobnej sali, która umożliwiłaby im prowadzenie nauki.
W 1901 roku, na posiedzeniu profesorów, zatwierdzono pozytywną odpowiedź na obecność kobiet na uczelni. Ponownie podkreślono, że udział kobiet może korzystnie wpływać na studentów. Grupa profesorów postanowiła przyjąć kobiety na dwuletni okres próbny. Pomimo obiecującego startu, pojawiły się trudności z brakiem odpowiednich pomieszczeń. Namiestnictwo poprosiło o przesłanie kosztorysu, zobowiązując się do udzielenia wsparcia finansowego po przedstawieniu projektu przez uczelnię. Sprawa ponownie nie znalazła satysfakcjonującego rozwiązania i utknęła, pozostawiając kwestię nierozstrzygniętą.
W 1907 roku do Akademii Sztuk Pięknych spłynęła kolejna petycja kobiet i po raz kolejny odwołano się do problemu lokalowego.
Sprawa kobiet wróciła w 1913 roku. Została podniesiona na posiedzeniu Grona Profesorów. Konstanty Laszczka, Teodor Axentowicz i Józef Mehoffer byli za dopuszczeniem kobiet do studiowania w akademii, ale przy ustanowieniu osobnych pracowni dla kobiet, co wymagało wcześniejszego rozwiązania problemów lokalowych Akademii. Józef Pankiewicz i Wojciech Weiss opowiadali się za dopuszczeniem kobiet zupełnie na równi z mężczyznami bez żadnych ograniczeń w tym także do wspólnych pracowni, pod warunkiem poprawy warunków lokalowych uczelni. Zaś ówczesny rektor – Jacek Malczewski był całkowicie przeciwny dopuszczeniu kobiet do Akademii.
W 1917 roku do Krakowa przyjechała Zofia Baltarowicz-Dzielińska. Swoje prace zaprezentowała kolejno profesorowi Malczewskiemu, później profesorowi Laszczce, a ostatecznie rektorowi Mehhoferowi. Wyraziła pragnienie studiowania rzeźby mimo panującego wówczas zakazu.
Grono profesorskie jednomyślnie uznało, że talent, który posiada Zofia, kwalifikuje ją do rozpoczęcia studiów w charakterze hospitantki, czyli wolnej słuchaczki. Rzeźbiarka rozpoczęła pracę w pracowni profesora Laszczki na początku października. Ten krok umożliwił innym kobietom wejście do świata Akademii. W następnym roku do pracowni profesora Weissa dołączyła Iza Polakiewicz, a potem również Zofia Rudzka. Miesiąc przed oficjalną uchwałą przyjęcia kobiet do pracowni profesora Laszczki dołączyła Janina Reichert. Zofia kontynuowała studia do 1920 roku, po czym opuściła uczelnię. W wieku 52 lat powróciła, aby ukończyć dwa ostatnie lata. Studiowała równocześnie z córką Danutą Dzielińską, również zajmującą się rzeźbą. Świadectwo ukończenia ASP otrzymała 19 sierpnia 1948 roku.
14 grudnia 1918 roku na posiedzeniu Grona Profesorów pod przewodnictwem rektora Wojciecha Weissa została przyjęta oficjalna uchwała o dopuszczeniu kobiet na studia do Akademii Sztuk Pięknych w Krakowie. Kobiety oficjalnie dopuszczono do egzaminów wstępnych w październiku 1919 roku.
Pierwszymi studentkami ASP w Krakowie były:
Maria Stanisława Gutkowska, Helena Kozłowska, Irena Bojarska, Irena Borzęcka, Janina Kopysteńska, Stefania Feillowa, Halina Miączyńska, Olga Plutecka, Maria Fromowiczówna, Bala Lesserówna, Janina Narzymska, Helena Loriówna, Zofia Marsówna, Natalia Milan, Olga Niewska, Janina Reichertówna, Romana Szereszewska, Izabela Koziebrodzka. Lista powstała na podstawie zapisu zaliczenia półrocza normalnych studiów 30 lipca 1920 roku.

### Obecnie
W 2018 roku Akademia obchodziła 100 rocznicę obecności kobiet w jej murach. Większość osób studiujących stanowią kobiety. Kilkukrotnie obejmowały one stanowisko dziekana. Żadna kobieta dotąd nie zajmowała stanowiska rektora.
Wśród dotychczasowych wykładowczyń znajdziemy takie artystyki jak: Hanna Rudzka-Cybisowa, Zofia Medwecka, Ewa Janus, Iwona Demko, Joanna Zemanek, Kinga Nowak, Joanna Kubicz, Agata Kwiatkowska-Lubańska, Marta Bożyk, Marta Antoniak, Gabi Buzek, Czesława Frejlich, Teresa Kotkowska-Rzepecka, Janina Kraupe-Świderska, Joanna Kubicz, Lilla Kulka, Jadwiga Smykowska, Edyta Sobieraj, Wanda Ślędzińska, Danuta Urbanowicz.

## Rektorzy
Szkoła Sztuk Pięknych (dyrektor)
- 1873–1893: Jan Matejko
- 1893–1895: Władysław Łuszczkiewicz (p.o.)
- 1895–1900: Julian Fałat

ASP (rektor)
- 1900–1909: Julian Fałat (do 1905 dyrektor ASP)
- 1909–1910: Leon Wyczółkowski
- 1910–1911: Teodor Axentowicz
- 1911–1912: Konstanty Laszczka
- 1912–1914: Jacek Malczewski
- 1914–1918: Józef Mehoffer[20]
- 1918–1919: Wojciech Weiss
- 1919–1922: Józef Gałęzowski
- 1922–1927: Adolf Szyszko-Bohusz
- 1927–1928: Teodor Axentowicz
- 1928–1929: Adolf Szyszko-Bohusz
- 1929–1931: Konstanty Laszczka
- 1931–1932: Fryderyk Pautsch
- 1932–1933: Józef Mehoffer
- 1933–1936: Wojciech Weiss
- 1936–1939: Fryderyk Pautsch
- 1945–1949: Eugeniusz Eibisch (do 1947 p.o.)
- 1949–1950: Zbigniew Pronaszko
- 1950–1951: Zygmunt Radnicki
- 1951–1952: Konrad Srzednicki
- 1952–1954: Mieczysław Wejman
- 1954–1967: Czesław Rzepiński
- 1967–1972: Mieczysław Wejman
- 1972–1980: Marian Konieczny
- 1980–1987: Włodzimierz Kunz
- 1987–1993: Jan Szancenbach
- 1993–1996: Włodzimierz Kunz
- 1996–2002: Stanisław Rodziński
- 2002–2008: Jan Pamuła[21]
- 2008–2012: Adam Wsiołkowski
- 2012–2020: Stanisław Tabisz
- od 2020: Andrzej Bednarczyk

| Matejko                            | Fałat | Wyczółkowski | Axentowicz | Malczewski | Mehoffer | Wyspiański |
| Autoportrety rektorów i profesorów |       |              |            |            |          |            |

## Wydziały

### Wydział Malarstwa
- Katedra Malarstwa
  - Pracownia Malarstwa I
  - Pracownia Malarstwa II
  - Pracownia Malarstwa III
  - Pracownia Malarstwa IV
  - Pracownia Malarstwa V
  - Pracownia Malarstwa VI
  - Pracownia Malarstwa VII
  - I Pracownia Malarstwa i Rysunku I roku studiów
  - II Pracownia Malarstwa i Rysunku I roku studiów

- Katedra Rysunku
  - Pracownia Rysunku I
  - Pracownia Rysunku II
  - Pracownia Rysunku III
  - Pracownia Rysunku IV
  - Pracownia Rysunku V
  - Pracownia Rysunku VI
  - Pracownia Rysunku VII

- Katedra Interdyscyplinarna
  - I Pracownia Interdyscyplinarna
  - II Pracownia Interdyscyplinarna
  - Pracownia Malarstwa Ściennego
  - Pracownia Tkaniny Artystycznej
  - Pracownia Papieru Czerpanego

- Katedra Scenografii
  - Pracownia Scenografii Teatralnej
  - Pracownia Scenografii Teatralnej i Filmowej
  - Pracownia Kształtowania Przestrzeni Teatralnej

- Katedra Edukacji Artystycznej

- Jednostka niezależna: Galeria Malarstwa

### Wydział Rzeźby
Katedra Podstaw Kształcenia Kierunkowego
- Pracownia Podstaw Rzeźby[22]
- Pracownia Podstaw Kompozycji Przestrzennej[23]
- Pracownia Rysunku i Kompozycji na Płaszczyźnie[24]
- Warsztat odlewniczy[25]

Katedra Rzeźby I
- Pracownia Rzeźby I[26]
- Pracownia Rzeźby II[27]
- Pracownia Rzeźby III[28]
- Pracownia Rzeźby IV[29]

Katedra Rzeźby II
- Pracownia Rzeźby w Drewnie[30]
- Pracownia Rzeźby w Kamieniu[31]
- Pracownia Rzeźby w Ceramice[32]
- Pracownia Rzeźby w Metalu[33]
- Pracownia Intermedialne Rozszerzenie Warsztatu Rzeźbiarskiego[34]

Katedra Rysunku
- Pracownia Rysunku I[35]
- Pracownia Rysunku II[36]
- Pracownia Rysunku III[37]

Katedra Projektowania Architektoniczno – Rzeźbiarskiego
- Pracownia Rzeźby w Przestrzeni Publicznej[38]
- Pracownia Projektowania Architektoniczno-Rzeźbiarskiego[39]
- Pracownia Technik i Prezentacji i Kreacji Cyfrowej[40]
- Liternictwo

- Galeria „R”[41]

### Wydział Grafiki
- Katedra Grafiki Warsztatowej
  - Pracownia Drzeworytu
  - Pracownia Litografii
  - Pracownia Miedziorytu
  - Pracownia Serigrafii
  - Pracownia Wklęsłodruku

- Katedra Rysunku i Malarstwa
  - Pracownia Malarstwa I
  - Pracownia Malarstwa II
  - Pracownia Rysunku I
  - Pracownia Rysunku II
  - Pracownia Rysunku III
  - Pracownia Malarstwa dla I roku
  - Pracownia Rysunku dla I roku
  - Pracownia Struktury Dzieła

- Katedra Grafiki Projektowej
  - Pracownia Form Reklamowych
  - Pracownia Projektowania Książki
  - Pracownia Liternictwa i Typografii[42]
  - Pracownia Projektowania Plakatu
  - Pracownia Projektowania Wstępnego

- Katedra Filmu Animowanego, Fotografii i Mediów Cyfrowych
  - Pracownia Fotografii I
  - Pracownia Fotografii II
  - Pracownia Fotografii III
  - Pracownia Obrazowania Cyfrowego
  - Pracownia Filmu Animowanego

### Wydział Architektury Wnętrz
- Katedra Projektowania Wnętrz i Mebli
  - I Pracownia Projektowania Architektury Wnętrz
  - II Pracownia Projektowania Architektury Wnętrz
  - III Pracownia Projektowania Architektury Wnętrz
  - IV Pracownia Projektowania Architektury Wnętrz
  - V Pracownia Projektowania Architektury Wnętrz
  - I Pracownia Mebli i Elementów Wyposażenia Wnętrz
  - II Pracownia Mebli i Elementów Wyposażenia Wnętrz
  - Laboratorium Modeli i Makiet

- Katedra Projektowania Wystaw
  - I Pracownia Projektowania Wystaw
  - II Pracownia Projektowania Wystaw
  - Pracownia Projektowania Graficznego
  - Pracownia Technik Prezentacyjnych A
  - Pracownia Technik Prezentacyjnych B

- Katedra Projektowania Ogólnego
  - Pracownia Podstaw Projektowania
  - Pracownia Metodologii Projektowania
  - Pracownia Projektowania Architektonicznego

- Katedra Kształcenia Ogólnoplastycznego
  - I Pracownia Rysunku i Malarstwa
  - II Pracownia Rysunku i Malarstwa
  - I Pracownia Rzeźby
  - II Pracownia Rzeźby
  - Pracownia Struktur Działań Przestrzennych i Barwy

- Wydziałowe Laboratoria:
- Wydziałowe Laboratorium komputerowe
- Wydziałowe Laboratorium prototypów

### Wydział Form Przemysłowych
- Katedra Podstaw Projektowania
  - Pracownia Podstaw Projektowania
  - Pracownia Technik Przekazu
  - Pracownia Projektowania Modelowego

- Katedra Metodyki Projektowania
  - Pracownia Projektowania I
  - Pracownia Projektowania II
  - Laboratorium Badań Użytkowych

- Katedra Kształtowania Środków Pracy
  - Pracownia Projektowania Ergonomicznego
  - Pracownia Ergonomicznych Podstaw Projektowania
  - Pracownia Projektowania Produktu

- Katedra Komunikacji Wizualnej
  - Pracownia Projektowania Komunikacji Wizualnej A
  - Pracownia Projektowania Komunikacji Wizualnej B
  - Laboratorium Badań Wizualnych

- Katedra przestrzeni i Barwy
  - Pracownia Wiedzy o Barwie
  - Pracownia Projektowania Przestrzeni i Barwy
  - Laboratorium Barwy
  - Pracownia Projektowania Ubioru

- Katedra Sztuk Wizualnych
  - Pracownia Działań Wizualnych A
  - Pracownia Działań Wizualnych B
  - Pracownia Działań Wizualnych C
  - Pracownia Działań Wizualnych D

- Jednostki niezależne:
  - Pracownia Projektowania Alternatywnego
  - Pracownia Rozwoju Nowego Produktu – strona pracowni
  - Wydziałowe Laboratorium Fotografii
  - Pracownia Komputerowa
  - Warsztaty Projektowo Badawcze
  - Galeria Schody

### Wydział Konserwacji i Restauracji Dzieł Sztuki
- Katedra Konserwacji i Restauracji Malowideł Ściennych
  - Pracownia Konserwacji Malowideł Ściennych
  - Pracownia Przenoszenia i Rozwarstwiania Malowideł Ściennych
  - Pracownia Dokumentacji Malowideł Ściennych i Rzeźby
  - Pracownia Projektowania Konserwatorskiego

- Katedra Konserwacji i Restauracji Malowideł Sztalugowych
  - Pracownia Konserwacji Malowideł Sztalugowych na Płótnie
  - Pracownia Konserwacji Malowideł Sztalugowych na Drewnie
  - Pracownia Przenoszenia i Rozwarstwiania Malowideł Sztalugowych
  - Pracownia Konserwacji Malowideł na Podłożu Papierowym

- Katedra Konserwacji i Restauracji Rzeźby
  - Pracownia Konserwacji Rzeźby Drewnianej, Polichromowanej
  - Pracownia Konserwacji Rzeźby Kamiennej, Stiuku i Ceramiki

- Katedra Technologii i Technik Dzieł Sztuki
  - Pracownia Technologii i Technik Malarskich Mineralnych
  - Pracownia Technologii i Technik Malarskich Organicznych
  - Pracownia Technologii i Technik Rzeźbiarskich
  - Pracownia Konserwacji Archiwalnych Materiałów Fotograficznych
  - Zakład Materiałoznawstwa oraz Historii Technik Dzieł Sztuki
  - Pracownia Witrażu i Szkła

- Katedra Sztuk Pięknych
  - Pracownia Malarstwa
  - Pracownia Rysunku Wieczornego
  - Pracownia Rzeźby

- Zakład Chemii i Fizyki Konserwatorskiej
- Zakład Historii Sztuki i Teorii Konserwacji
- Galeria Cztery Ściany

### Wydział Intermediów
- Katedra Metod Sztuki Intermediów
  - Pracownia Transmediów
  - Pracownia Animacji
  - Pracownia Rysunku
  - Rejestracja i przetwarzanie
  - Warsztat technik intermedialnych
- Katedra Obszarów Sztuki Intermediów
  - Pracownia Audiosfery
  - Pracownia Archisfery
- Katedra Zjawisk Sztuki Intermediów
  - Pracownia Sztuki Performance
  - Pracownia Interakcji Medialnych
  - Galeria Dydaktyczna/Wystawiennictwo
- Zakład Teorii Sztuki Mediów

### Jednostki międzywydziałowe
- Studium Języków Obcych
- Studium Wychowania Fizycznego

## Budynki Akademii
Gmach Główny Akademii Sztuk Pięknych znajduje się przy placu Matejki 13, zaprojektowany został przez architekta Macieja Moraczewskiego i wzniesiony w latach 1879–1880. Budynek to siedziba władz uczelni oraz Wydziałów: Malarstwa i Rzeźby.
przy ul. Smoleńsk 9 – Wydział Form Przemysłowych, także część Wydziału Konserwacji i RDS i Wydz. Grafiki,
przy ul. Juliusza Lea 27-29 – Wydział Konserwacji i Restauracji Dzieł Sztuki,
przy ul. Syrokomli 21 – Wydziały: Architektury Wnętrz i Grafiki,
przy ul. Karmelickiej 16 – (w oficynie) mają także pomieszczenia Wydziały Grafiki i Wydz. Konserwacji,
przy pl. Jana Matejki 4 – dwie pracownie Wydziału Rzeźby,
przy ul. Masarskiej 14 – są pracownie Wydziału Rzeźby,
przy ul. J. Piłsudskiego 21 i 38 – m.in. Wydział Intermediów. przy ul. Krzemionki 30, budynek Twardowska | Ośrodek TVP Kraków – Wydział Intermediów.
Do maja 2015 roku przy ul. Kapelanka 24 znajdował się również Dom Studencki.

## Dokumenty Archiwalne
- Archiwum Akademii Sztuk Pięknych w Krakowie (Zespoły akt: Protokoły Posiedzeń Grona Profesorów, Akta Osobowe Profesorów).
- Archiwum Uniwersytetu Jagiellońskiego (Zespół akt: Akademia Sztuk Pięknych).
- Statut Organiczny Uniwersytetu Krakowskiego (16 października 1818 roku), „Dziennik Rozporządzeń Rządowych Wolnego, Niepodległego i Ściśle Neutralnego Miasta Krakowa i Jego Okręgu”, Kraków 1818.

## Opracowania
- 175 lat nauczania malarstwa, rzeźby i grafiki w krakowskiej Akademii Sztuk Pięknych, red. J.L. Ząbkowski, Kraków 1994.
- 200 lat Akademii Sztuk Pięknych w Krakowie 1818–2018, red. J. Dembosz, P. Tendera, t. 1, Kraków 2019.
- 200 lat Akademii Sztuk Pięknych w Krakowie 1818–2018, red. J. Dembosz, P. Tendera, t. 2, Kraków 2020.
- Bartnicka K., Polskie szkolnictwo artystyczne na przełomie XVIII i XIX wieku (1764–1831), Wrocław 1971.
- Demko I., Walka kobiet o prawo do studiowania w Akademii w latach 1895–1919, „Wiadomości ASP” nr 81 (kwiecień 2018).
- Demko I., Zofia Baltarowicz-Dzielińska. Pierwsza studentka Akademii Sztuk Pięknych w Krakowie, Kraków 2018.
- Grabowska J., Akademia Sztuk Pięknych w Krakowie. Kronika wydarzeń 1818–2018, [w:] 200 lat Akademii Sztuk Pięknych w Krakowie 1818–2018, red. J. Dembosz, P. Tendera, t. 1, Kraków 2019.
- Grabowska J., Akademia Sztuk Pięknych w Krakowie w latach 1945–1956, Warszawa 2018.
- Grabowska J., Struktura organizacyjna Akademii Sztuk Pięknych w Krakowie w latach 1818–1956, [w:], Wobec przyszłości. Materiały nadesłane i wygłoszone na sesji naukowej z okazji 185-lecia działalności Akademii Sztuk Pięknych w Krakowie 12.12.2003-15.12.2003, red. J. Krupiński, P. Taranczewski, Kraków 2004.
- Grodziska K., Artium Decor. Cmentarz Rakowicki w tradycji Akademii Sztuk Pięknych im. Jana Matejki w Krakowie, Kraków 2006.
- Grodziska K., Artium Decor. Cmentarz Salwatorski w tradycji Akademii Sztuk Pięknych im. Jana Matejki w Krakowie, Kraków 2008.
- Kunstgewerbeschule 1939–1943 i Podziemny Teatr Niezależny Tadeusza Kantora w latach 1942–1944, red. J. Chrobak i in., Kraków 2007.
- Materiały do dziejów Akademii Sztuk. Pięknych w Krakowie 1816–1895, red. J.E. Dutkiewicz, Wrocław 1959.
- Materiały do dziejów Akademii Sztuk Pięknych w Krakowie 1895–1939, red. J.E. Dutkiewicz, J. Jeleniewska-Ślesińska, W. Ślesiński, Wrocław 1969.
- Pilikowski M., Architekt Akademii. Adolf Szyszko-Bohusz w krakowskiej Akademii Sztuk Pięknych, Kraków 2020.
- Pilikowski M., Piękna historia. Krakowska Akademia Sztuk Pięknych w latach 1818–1939, Kraków 2018.
- Pilikowski M., Walka kobiet o prawo do studiowania w Akademii w latach 1818–1895, „Wiadomości ASP” nr 81 (kwiecień 2018).
- Pilikowski M., Zanim powstał Wydział Rzeźby. Nauczanie rzeźby w krakowskiej Akademii Sztuk Pięknych w latach 1818–1939, Kraków 2022.
- Prokesch W., Z dziejów krakowskiej Szkoły Sztuk Pięknych, Kraków 1917.
- Ręgorowicz L., Dzieje krakowskiej Akademji Sztuk Pięknych, Lwów 1928.
- Rok Kobiet z ASP. Jubileusz 100-letniej obecności kobiet w krakowskiej Akademii Sztuk Pięknych, red. I. Demko, A. Marecka, Kraków 2021 (online).
- Tabisz S., Rok 200-lecia Akademii rozpoczęty! [oraz Program jubileuszu 200-lecia Akademii Sztuk Pięknych im. Jana Matejki w Krakowie], „Wiadomości ASP” nr 81 (kwiecień 2018).
- Wielgut-Walczak J., Jedyna taka w Polsce… Dzieje biblioteki Muzeum Techniczno-Przemysłowego w Krakowie, Kraków 2021.
- Wszystko zaczęło się w Krakowie… 110 lat ZPAP Okręgu Krakowskiego 1911–2021, red. G. Skowron, J. Warchoł, Kraków 2021.
- Wyszła nam sztuka, [katalog wystaw Open Eyes Art Festival 8.10–19.11.2021], Kraków 2021.
- Zientara M., Krakowscy artyści i ich sztuka w latach 1939–1945, Kraków 2013.
- Zientara M., Sztuka krakowska 1945–2000, t. 1: Socrealizm i czas „odwilży” (1945–1959/1960), Kraków 2020.

## Ordery i odznaczenia
- Krzyż Komandorski z Gwiazdą Orderu Odrodzenia Polski
- Złota Odznaka „Za Pracę Społeczną dla miasta Krakowa” (1969)[44]